# Carmen Marco Mora
Carmen Marco Mora   (17 de desembre de 1999) és una esportista valenciana que competeix en atletisme, especialista en les curses de velocitat. Als Jocs Europeus de Cracòvia 2023 va aconseguir una medalla de bronze a la prova de 4×100 m amb un temps de 43,13, fent equip amb Paula García, Paula Sevilla i Jaël Bestué.